# 김효준 (1978년)
김효준(한국 한자: 金孝埈, 1978년 10월 13일 ~ )은 대한민국의 전직 축구 선수로 선수 시절 포지션은 수비수였으며 2009년 동아시아 경기 대회 동메달리스트이다.

## 경력

### 선수 경력
- 2005년 00000000 인천 한국철도
- 2006년 ~ 2007년  경남 FC
- 2008년 ~ 2010년  김해시청
- 2011년 ~ 2012년  고양 KB국민은행
- 2013년 ~ 2014년  FC 안양